# Anthomyia jugicola
Anthomyia jugicola är en tvåvingeart som beskrevs av Pokorny 1893. Anthomyia jugicola ingår i släktet Anthomyia och familjen blomsterflugor.
Artens utbredningsområde är Österrike. Inga underarter finns listade i Catalogue of Life.